# Lütjens (Schiff)
Der Lenkwaffen-Zerstörer Lütjens war ein Kriegsschiff der Deutschen Marine und das Typschiff der Lütjens-Klasse. Das Schiff war nach dem deutschen Admiral Günther Lütjens benannt, der im Zweiten Weltkrieg mit dem Schlachtschiff Bismarck unterging. Es war das letzte Dampfschiff der Deutschen Marine.

## Geschichte
Unter der Baunummer 351 erfolgte auf der Werft der Bath Iron Works in Bath (Maine) in den USA am 1. März 1966 die Kiellegung des Lenkwaffen-Zerstörers DDG 28, einer Modifikation der amerikanischen Charles F. Adams-Klasse. Gerda Lütjens, die Schwiegertochter des Namensgebers, taufte das Schiff vor dem Stapellauf am 11. August 1967 auf den Namen Lütjens. Die Taufrede hielt Karl Carstens, der damalige Staatssekretär im Bundesministerium der Verteidigung. Das fertiggestellte Schiff wurde zunächst nach Boston verlegt und dann dort an die Bundesmarine übergeben.
Am Ende der transatlantischen Überfahrt geriet das Schiff vor Friedrichsort in der Kieler Förde auf Grund – weil man in der Navigation nach den Probefahrten in amerikanischen Gewässern noch in Nautischen Faden, nicht in Metern rechnete. Dabei wurde der Sonardom am Kiel des Schiffs zerstört.
Unter dem Kommando von Fregattenkapitän Ansgar Bethge wurde die Lütjens am 22. März 1969 beim 1. Zerstörergeschwader in Kiel in Dienst gestellt. Ihr wurde die Kennung D 185 und das Funkrufzeichen DBYB zugewiesen. Mit dem 1. Dezember 1981 wurde das Funkrufzeichen in DRAE geändert.
Von August 1976 bis August 1977 fand eine Modernisierung zur Klasse 103A statt. Ein erneuter Umbau und die Ausrüstung zum Zerstörer der Klasse 103B erfolgte vom April 1985 bis zum März 1986. Anfang 1995 kamen die RIM-116 Rolling Airframe Missiles an Bord.

## Einsätze
Der Zerstörer war 34 Jahre im Dienst der Bundesmarine bzw. Deutschen Marine und legte in dieser Zeit über 800.000 Seemeilen zurück. Das Schiff nahm dabei an zahlreichen Übungen im Rahmen der NATO teil, unter anderem mehrfach als Bestandteil der ständigen Einsatzverbände der NATO im Atlantik (STANAVFORLANT) und im Mittelmeer (STANAVFORMED) sowie bei der Operation Active Endeavour.

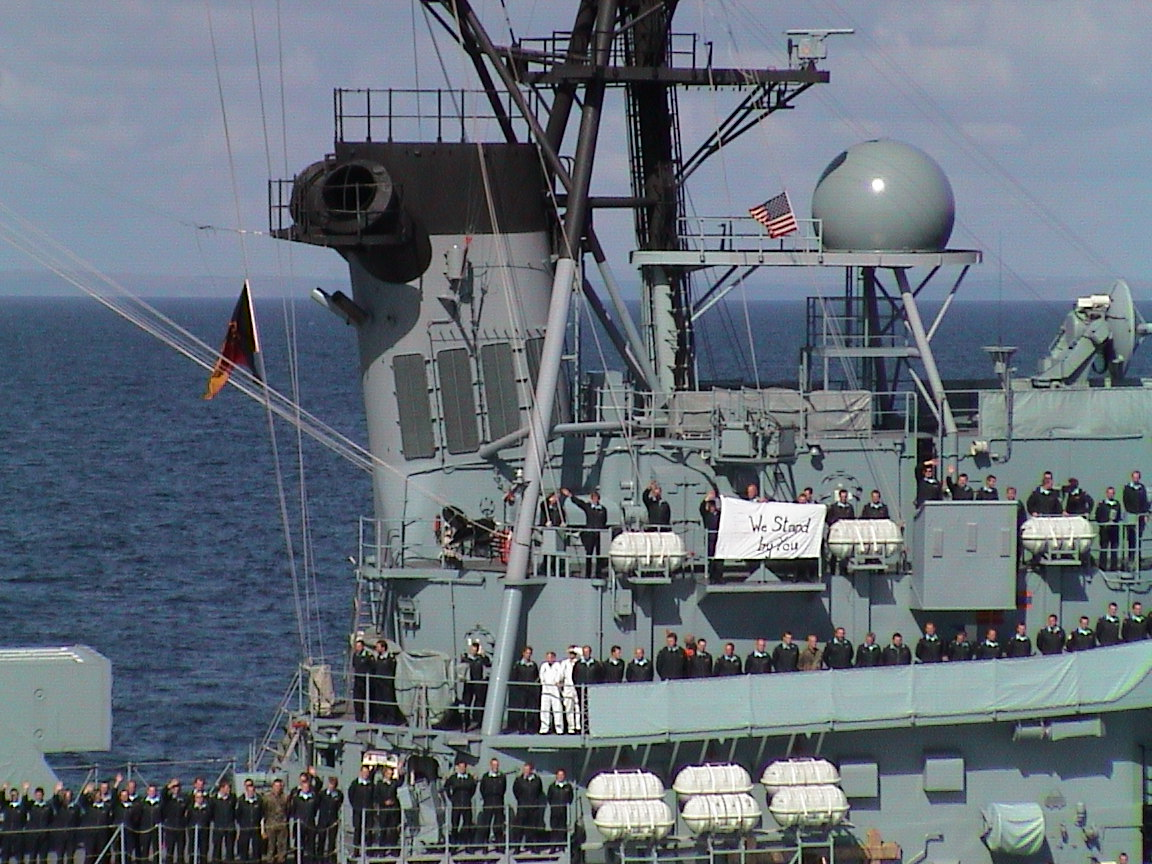
„We stand by you“

Am 14. September 2001, drei Tage nach den Terroranschlägen am 11. September 2001, passierte die Lütjens die Winston S. Churchill. Mit einer Front erwies sie ihr die Ehre. Außerdem wurde die Flagge der Vereinigten Staaten auf halbmast geführt und ein Transparent mit der Aufschrift „We stand by you“ gezeigt.

## Verbleib

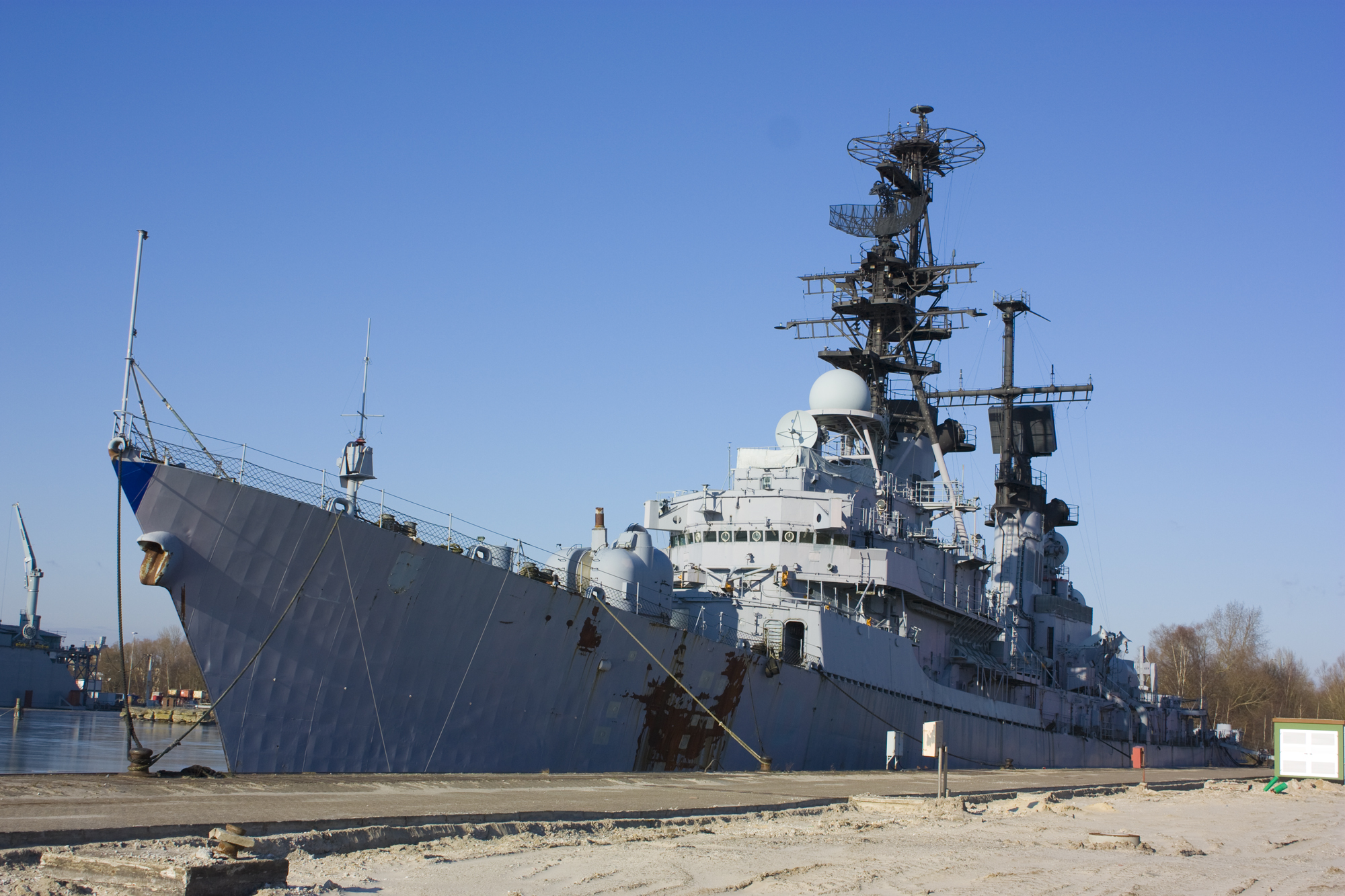
Die Lütjens 2012 entmilitarisiert in Wilhelmshaven; die Stelle der Ansprengversuche ist deutlich zu erkennen

Im Marinearsenal Wilhelmshaven wurde die Lütjens am 18. Dezember 2003 außer Dienst gestellt und anschließend dort aufgelegt.
Am 16. März 2006 wurde die Lütjens der Wehrtechnischen Dienststelle 71 in Eckernförde übergeben, die sie für Ansprengversuche in der Ostsee nutzte. Ab dem 15. Dezember 2006 kehrte sie in das Marinearsenal nach Wilhelmshaven zurück.
Am 24. August 2011 wurde der inzwischen entmilitarisierte Zerstörer von der Vebeg zur Verschrottung ausgeschrieben; verkauft wurde er für 1,255 Millionen Euro. Am 19. Juni 2012 verließ die Lütjens Wilhelmshaven im Schlepp Richtung Aliağa an der türkischen Ägäisküste, wo sie ab Anfang August 2012 von der Abwrackwerft Şimşekler verschrottet wurde.

## Schwesterschiffe
- Mölders, vom 13. April 1968 bis zum 28. Mai 2003 in Dienst.
- Rommel, vom 2. Mai 1970 bis zum 30. Juni 1999 in Dienst.

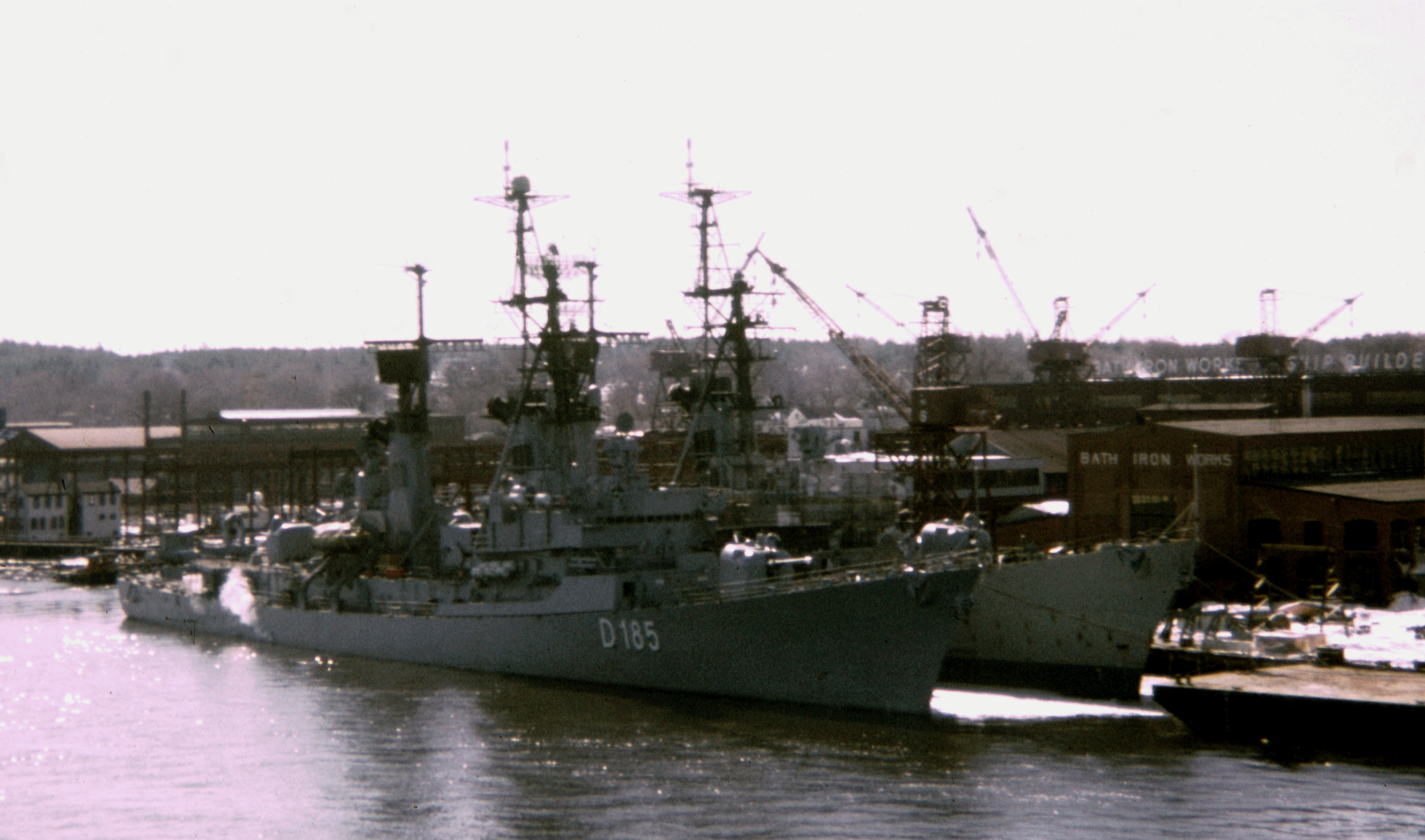
Lütjens und Mölders 1969 vor der Bauwerft in Bath
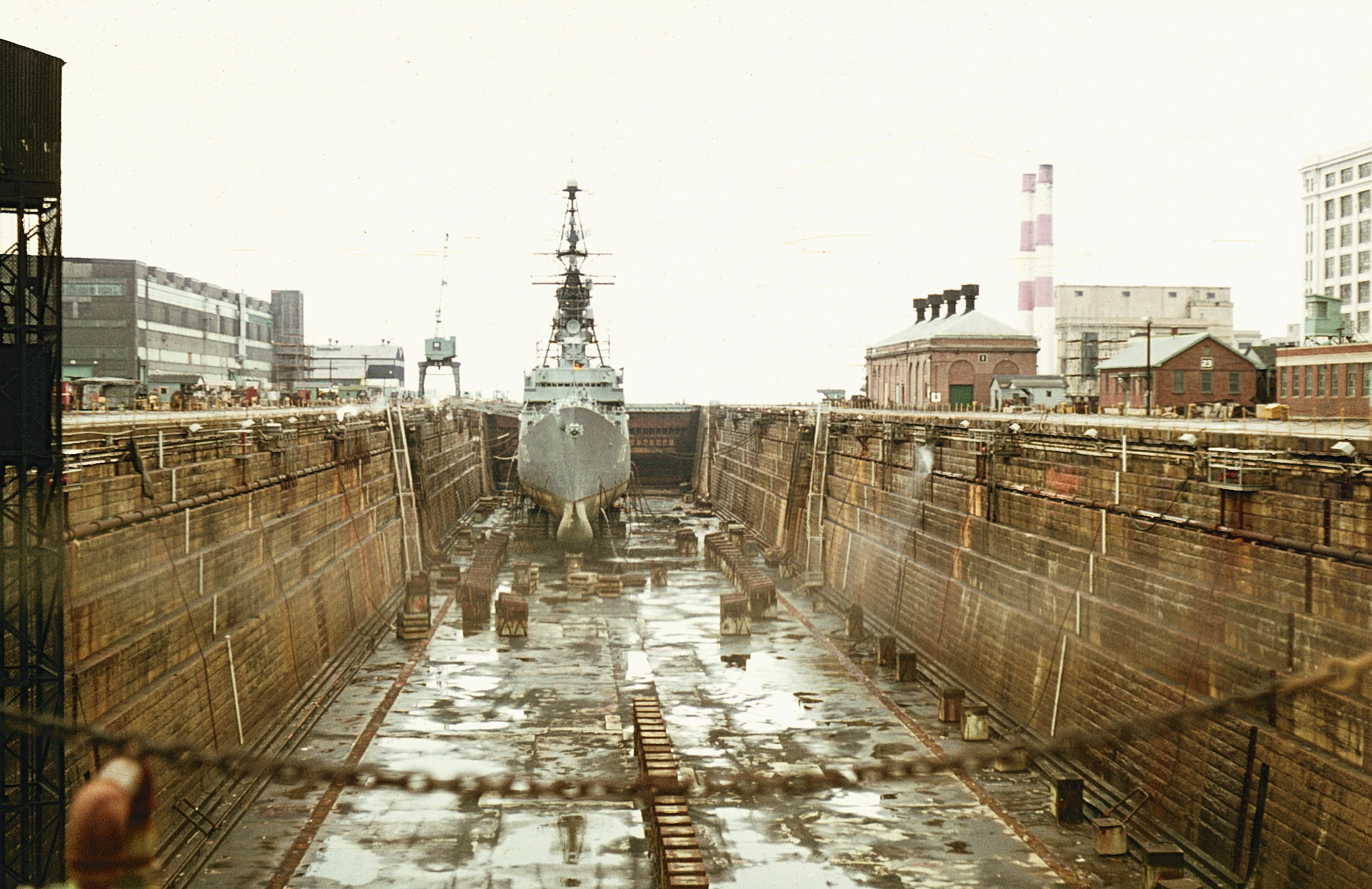
Zerstörer Lütjens (D 185) im Trockendock in Boston, USA, im März 1969
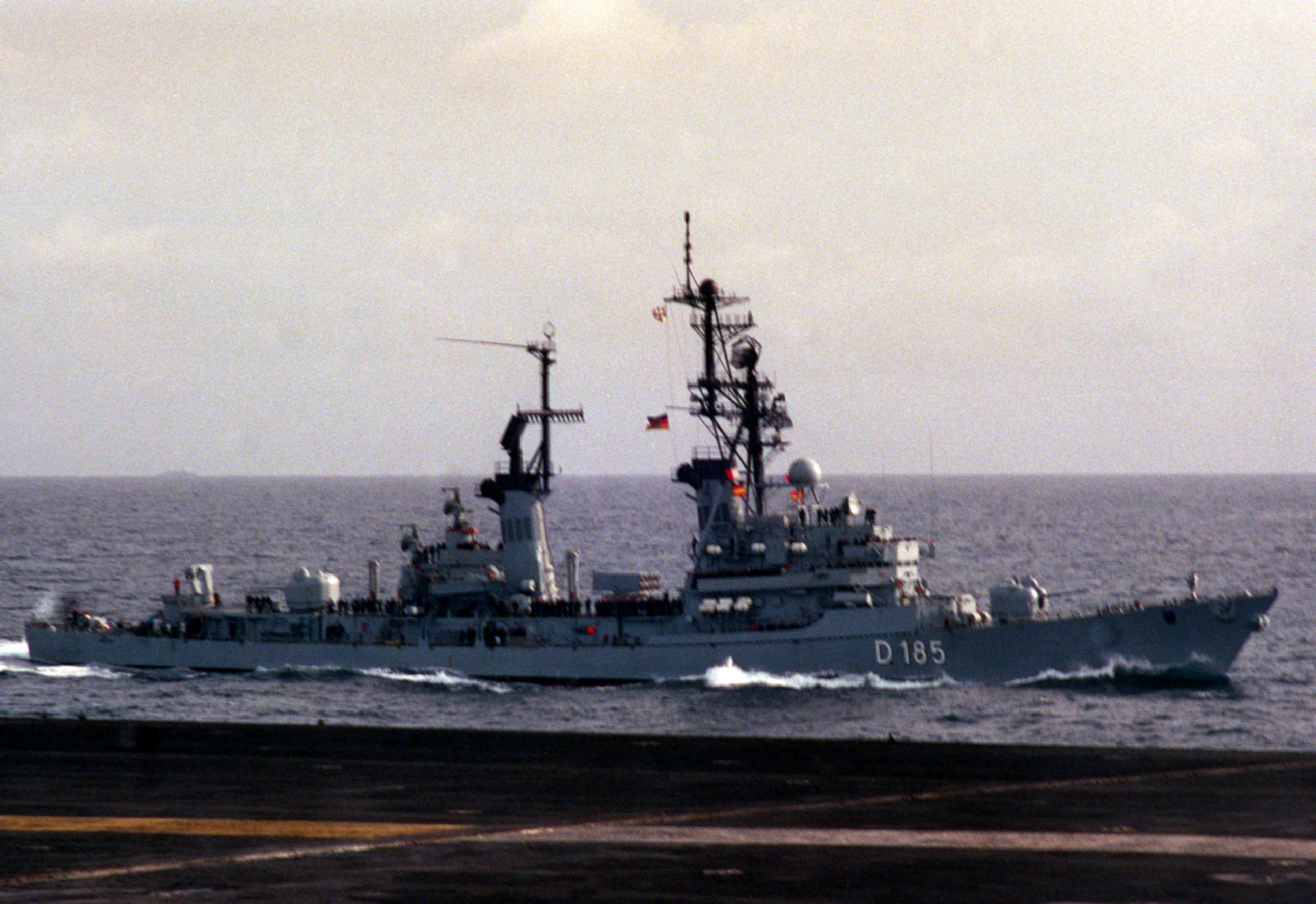
Lütjens (1988)

## Kommandanten
| Lfd. Nr. | Name                                     | von           | bis           |
| -------- | ---------------------------------------- | ------------- | ------------- |
| 01       | Fregattenkapitän Ansgar Bethge           | 22. März 1969 | 17. Feb. 1970 |
| 02       | Kapitän zur See Dieter Ehrhardt          | 18. Feb. 1970 | 8. Okt. 1972  |
| 03       | Kapitän zur See Egon Meyer               | 9. Okt. 1972  | 30. Sep. 1974 |
| 04       | Kapitän zur See Gerhard Bing             | 1. Okt. 1974  | 31. März 1977 |
| 05       | Kapitän zur See Klaus Dingeldein         | 1. Apr. 1977  | 31. März 1980 |
| 06       | Fregattenkapitän Wilhelm Reiss           | 1. Apr. 1980  | 8. Jan. 1981  |
| 07       | Korvettenkapitän Wulf Diercks a          | 9. Jan. 1981  | 30. Juni 1981 |
| 08       | Kapitän zur See Hans-Rudolf Boehmer      | 1. Juli 1981  | 30. Sep. 1983 |
| 09       | Kapitän zur See Joachim Kleemann         | 1. Okt. 1983  | 17. Dez. 1985 |
| 10       | Fregattenkapitän Gerd Straßburger        | 18. Dez. 1985 | 27. Juni 1988 |
| 11       | Fregattenkapitän Jörg Owen               | 28. Juni 1988 | 28. März 1990 |
| 12       | Fregattenkapitän Wolfgang Hügelmann      | 29. März 1990 | 17. Sep. 1992 |
| 13       | Fregattenkapitän Axel Schimpf            | 18. Sep. 1992 | 18. Dez. 1994 |
| 14       | Fregattenkapitän Reinhard Wollowski      | 18. Dez. 1994 | 18. Dez. 1996 |
| 15       | Fregattenkapitän Fritz W. Lamsbach       | 18. Dez. 1996 | 1. Juli 1998  |
| 16       | Fregattenkapitän Günther Fritz           | 1. Juli 1998  | 20. Apr. 2001 |
| 17       | Fregattenkapitän Michael Wolfgang Meding | 20. Apr. 2001 | 18. Dez. 2003 |

a mit der Wahrnehmung der Geschäfte beauftragt